# تلخاب (هشترود)
تلخاب هي قرية في مقاطعة هشترود، إيران. عدد سكان هذه القرية هو 51 في سنة 2006.